# Dayville
Dayville é uma cidade  localizada no estado norte-americano de Oregon, no Condado de Grant.

## Demografia
Segundo o censo norte-americano de 2000, a sua população era de 138 habitantes.
Em 2006, foi estimada uma população de 120, um decréscimo de 18 (-13.0%).

## Geografia
De acordo com o United States Census Bureau tem uma área de
1,3 km², dos quais 1,3 km² cobertos por terra e 0,0 km² cobertos por água. Dayville localiza-se a aproximadamente 725 m acima do nível do mar.

## Localidades na vizinhança
O diagrama seguinte representa as localidades num raio de 48 km ao redor de Dayville.